# Indicatifs régionaux 450, 579 et 354
Les indicatifs régionaux 450, 579 et 354 sont des indicatifs téléphoniques régionaux de la région de Montréal, au Québec (Canada). Plus précisément, ces indicatifs couvrent la région métropolitaine de Montréal, à l'exception de l'île de Montréal, de l'île Perrot et de l'île Bizard. Cette région, qui correspond généralement à la banlieue de Montréal, est familièrement surnommée le 450.
La principale compagnie de téléphone titulaire dans ces indicatifs est Bell Canada. De petites compagnies indépendantes sont aussi titulaires dans de petits fragments de ce territoire.

## Historique
Jusqu'en 1998, l'indicatif régional 514 desservait la ville de Montréal et les régions à proximité.
En 1998, l’indicatif régional 514 a été réduit à l'île de Montréal, l'île Perrot et l'île Bizard, et les banlieues situées à l'extérieur de cette zone ont reçu l’indicatif 450.
Le 7 mai 2009, le Conseil de la radiodiffusion et des télécommunications canadiennes a indiqué que l'indicatif régional 438 serait introduit par chevauchement sur les indicatifs régionaux 450 et 514 pour pallier l'épuisement des numéros de téléphone dans ces indicatifs. Par contre, le CRTC a par la suite révisé ce plan et a introduit l'indicatif 579 par chevauchement sur l'indicatif 450 pour pallier le manque de numéros de téléphone dans cet indicatif.
En novembre 2021, le CRTC a annoncé qu'un nouvel indicatif, le 354, se superposerait au 450 et au 579 à compter du 22 octobre 2022.

## Centres tarifaires de la région 450
Les plus grandes villes servies par les indicatifs 450/579/354 sont Laval, Longueuil, Saint-Jean-sur-Richelieu, Cowansville, Repentigny, Brossard, Saint-Jérôme, Granby (jusqu'à Waterloo), Lawrenceville, Valcourt et Racine, Saint-Hyacinthe, Blainville, Châteauguay, Saint-Eustache, Boucherville, Salaberry-de-Valleyfield, Mirabel, Sorel-Tracy, Mascouche, Vaudreuil-Dorion Sainte-Julie, Boisbriand, Saint-Bruno-de-Montarville, Sainte-Thérèse, Saint-Constant, Chambly,  Saint-Lambert, Varennes, Joliette, La Prairie, Bois-des-Filion, Terrebonne et Rosemère. De nombreuses autres petites villes et villages sont aussi servis par ces indicatifs.
Les centres tarifaires de la région +1-450, selon les noms affichés sur la facture de téléphone qui ne tiennent pas toujours compte des fusions munipales, sont:
- Acton Vale: (450) 236 366 406 546 642
- Baie-du-Febvre: (450) 783
- Beauharnois: (450) 225 268 270 277 289 351 395 429 617
- Bedford: (450) 203 248 590 (579) 433 (354) 544
- Belœil: (450) 262 281 339 446 464 467 527 536 600 714 813 864 (579) 229 600 883 949
- Berthierville: (450) 836 (579) 263 358
- Boucherville: (450) 274 300 356 363 449 552 641 645 650 655 857 868 891 906 (579) 215 230 882 900 (354) 200
- Bromont: (450) 534 726 919
- Brownsburg: (450) 407 533 856
- Chambly: (450) 279 403 447 489 572 593 658 700 715 982 (579) 220 885 (354) 222
- Châteauguay: (450) 201 287 507 691 692 698 699 716 844 977 (579) 288 860 977 (354) 201
- Chomedey: (450) 231 238 497 505 506 680 681 682 686 687 688 781 828 902 910 934 973 978 988 (579) 231 252 679 929 934
- Clarenceville: (450) 294 (354) 899
- Contrecœur: (450) 392 401 503 573 587
- Coteau-du-Lac: (450) 308 316 740 763 (354) 666
- Coteau-Landing: (450) 217 267 739 913 (354) 600
- Cowansville: (450) 260 263 266 306 815 931 955 (579) 216
- Crabtree: (450) 389 607 754 (579) 264
- Dunham: (450) 284 295 814 (579) 738
- Eastman: (450) 297 (579) 437 739
- Farnham: (450) 293 337 554 946 (354) 299
- Franklin Centre: (450) 827 (579) 530
- Frelighsburg: (450) 298 (579) 440
- Granby: (450) 204 305 320 330 360 361 372 375 378 405 521 522 525 531 558 574 577 578 762 770 775 776 777 830 877 915 956 991 994 (579) 232 488 589 595 787
- Hemmingford: (450) 247 636 (354) 227 399
- Henryville: (450) 299 (579) 722 (354) 499
- Howick: (450) 237 353 603 825
- Hudson:  (450) 202 309 458 853 (354) 500
- Huntingdon: (450) 264 957 (354) 300
- Joliette: (450) 271 365 386 394 398 404 421 499 559 750 751 752 753 755 756 757 758 759 760 803 867 875 898 916 917 944 960 (579) 244 248 337 500
- Knowlton: (450) 242 243 (579) 438 786
- Lachute: (450) 207 331 409 495 562 566 612 613
- Lacolle: (450) 246 604 (579) 431 (354) 599
- Lanoraie: (450) 887 (579) 261 865
- La Prairie: (450) 282 444 619 659 695 724 800 874 907 984 (579) 221 800 869 886 (354) 800
- La Présentation: (450) 796
- Laval-Est: (450) 232 239 315 639 666 720 861 (579) 218 939 979
- Laval-Ouest: (450) 233 241 314 627 634 689 719 860 962 969 (579) 219 379 989
- Lavaltrie: (450) 368 540 541 547 576 586 608 935 (579) 260
- Lawrenceville: (450) 535
- Le Gardeur: (450) 470 580 581 582 585 654 657 704 721 841 932 (579) 233 259
- L'Épiphanie-L'Assomption: (450) 588 589 591 705 713 749 938 (579) 262
- Les Cèdres: (450) 200 317 452 737
- Longueuil: (450) 286 321 332 396 442 448 463 468 616 626 640 646 647 651 670 674 677 679 693 748 876 892 912 928 999 (579) 214 234 274 721 799 881 999 (354) 333
- Mansonville: (450) 292 (579) 788
- Marieville: (450) 460 708 725 900 (579) 222 400 859
- Mascouche: (450) 313 325 417 474 477 722 769 918 966 968 (579) 235
- Mirabel-Aéroport: (450) 307 476 595 (579) 478
- Mirabel-Saint-Augustin: (450) 414 475 597 (579) 858
- Mirabel-Sainte-Scholastique: (450) 258 412 594 (579) 838 (354) 533
- Morin Heights: (450) 226 644
- Napierville: (450) 245 570 (579) 430 (354) 699
- Notre-Dame-de-Stanbridge: (450) 296 334
- Oka: (450) 415 479 596 (579) 828
- Ormstown: (450) 829 843
- Pierreville: (450) 345 568
- Pont-Viau: (450) 256 328 453 490 557 575 629 662 663 667 668 669 696 697 786 863 901 903 933 967 972 975 980 981 (579) 236 300 779 919
- Rawdon: (450) 333 834 865 882 (579) 258 864
- Rigaud: (450) 206 318 451 738 (579) 227 (354) 700
- Rivière-Beaudette: (450) 269 605 (354) 777
- Roxton Falls: (450) 548 (579) 247
- Saint-Liboire: (450) 793 (579) 245
- Shawbridge (Prévost (Québec)): (450) 224 335 643 996
- Sorel: (450) 249 352 494 517 551 556 561 730 742 743 746 780 808 846 855 880 881 899 908 943 954 (579) 243 249
- Saint-Aimé: (450) 788
- Saint-Alphonse-Rodriguez: (450) 220 850 883
- Saint-André Est: (450) 528 537
- Saint-Barthélemy: (450) 842 885
- Saint-Blaise: (450) 291 930 945 (579) 432 (354) 799
- Saint-Bruno: (450) 283 400 441 457 461 482 653 690 723 893 905 (579) 223 809 884
- Saint-Calixte-de-Kilkenny: (450) 214 222 303
- Saint-Césaire: (450) 469 816 947 (579) 737
- Saint-Chrysostome: (450) 364 520 637 826
- Saint-Clet: (450) 208 456 606 852
- Saint-Constant: (450) 290 387 509 632 633 635 638 718 845 993 (579) 435
- Saint-Damase: (450) 342 344 408 797
- Saint-Denis: (450) 213 787 909
- Saint-Eustache: (450) 323 413 472 473 485 491 598 623 735 974 983 (579) 251 818 862
- Saint-Félix-de-Valois: (450) 221 837 889
- Saint-Gabriel-de-Brandon: (450) 835 840 (579) 357
- Saint-Hippolyte: (450) 563
- Saint-Hugues: (450) 410 794 894
- Saint-Hyacinthe: (450) 209 223 230 250 251 252 261 278 385 418 484 501 502 513 518 768 771 773 774 778 779 847 888 924 998 (579) 225 239 268 489 509
- Saint-Jacques: (450) 397 839 866 953
- Saint-Jean: (450) 210 272 346 347 348 349 350 357 358 359 376 390 515 523 524 529 542 545 684 741 895 (579) 224 267 700
- Saint-Jean-de-Matha: (450) 832 886
- Saint-Jérôme: (450) 275 304 327 431 432 436 438 504 512 516 530 553 560 565 569 592 602 660 675 694 710 712 820 821 822 848 858 990 (579) 240 278 765 888 990 (354) 999
- Saint-Jude: (450) 423 790 792
- Saint-Lambert: (450) 259 341 443 445 462 465 466 486 500 550 618 648 656 671 672 673 676 678 761 766 812 878 890 896 904 923 926 (579) 241 266 720 880 (354) 307 888
- Saint-Lin: (450) 215 302 439
- Saint-Marc: (450) 584 614 709 805
- Saint-Michel-des-Saints: (450) 833 870
- Saint-Ours: (450) 402 571 785
- Saint-Paul-d'Abbotsford: (450) 379 817 948
- Saint-Pie: (450) 388 425 599 772 872
- Saint-Pie-de-Guire: (450) 706 784 (354) 477
- Saint-Polycarpe: (450) 216 265 526 620
- Saint-Rémi: (450) 301 454 481 615 992 (579) 434
- Saint-Sauveur: (450) 227 240 336 340 630 744 927 995
- Saint-Simon: (450) 380 384 426 798
- Saint-Thomas-d'Aquin: (450) 253 383 440 488 796
- Saint-Vincent-de-Paul: (450) 235 255 661 664 665 727 728 869 936 (579) 242 578
- Saint-Zénon: (450) 884
- Saint-Zéphirin: (450) 564 (354) 878
- Sainte-Adèle: (450) 229 745
- Sainte-Anne-des-Plaines: (450) 205 478 707 838 940 941 (579) 479
- Sainte-Hélène-de-Bagot: (450) 381 480 791 997
- Sainte-Julie-de-Vercheres: (450) 324 338 649 685 733 804 922 986
- Sainte-Julienne: (450) 399 831 952
- Sainte-Justine-de-Newton: (450) 609 764 (354) 900
- Sainte-Madeleine: (450) 355 493 496 701 702 703 795
- Sainte-Marguerite: (450) 228
- Sainte-Marthe: (450) 391 459 (354) 400
- Sainte-Martine: (450) 212 427 498 519
- Sainte-Rosalie: (450) 799 (579) 228 452
- Sainte-Rose: (450) 234 254 622 624 625 628 736 767 862 937 963 (579) 237 279 969
- Sainte-Sabine: (450) 393 (579) 394
- Sainte-Thérèse: (450) 276 280 419 420 430 433 434 435 437 508 543 621 806 818 939 949 951 965 970 971 979 987 (579) 226 238 275 277 477 630 764 987
- Sainte-Victoire: (450) 422 782 989
- Sutton: (450) 538 (579) 436 789
- Terrebonne: (450) 312 326 416 471 492 729 765 824 914 961 964 (579) 808 863 914
- Upton: (450) 549
- Valcourt: (450) 532 (579) 246
- Valleyfield: (450) 219 288 322 369 370 371 373 374 377 544 567 601 631 747 801 802 807 854 859 921 (579) 250 491 (354) 444 580
- Varennes: (450) 285 652 731 809 925 929 985
- Vaudreuil: (450) 218 319 424 455 510 732 897 (579) 217 490 (354) 440
- Venise-en-Québec: (450) 244 329
- Verchères: (450) 583 717 823 849
- Waterloo: (450) 539 734 920 (579) 439 797
- Yamaska: (450) 362 483 789
- Services à frais partagés: (450) 310